# Phaneta amphorana
Phaneta amphorana is een vlinder uit de familie van de bladrollers (Tortricidae). De wetenschappelijke naam van de soort is, als Semasia amphorana, voor het eerst geldig gepubliceerd in 1879 door Thomas de Grey Walsingham.

## Type
- type: niet gespecificeerd
- instituut: MCZ, Harvard University, Cambridge, Massachusetts, USA
- typelocatie: "USA, Oregon, John Day River, Camp Watson"